# U-504
| U-504                                                                                                | U-504 | U-504 |
| --- | --- | --- |
| U 504                                                                                                | | |
| | | |
| Зображення підводного човна U-505, однотипного з U-504                                               | | |
| Верф                                                                                                 | Deutsche Werft, Гамбург | Deutsche Werft, Гамбург |
| Під прапором                                                                                         | Третій Рейх | Третій Рейх |
| Належність                                                                                           | Крігсмаріне | Крігсмаріне |
| Порт приписки                                                                                        | Штеттін Вільгельмсгафен Лор'ян | Штеттін Вільгельмсгафен Лор'ян |
| Замовлення                                                                                           | 25 вересня 1939 | 25 вересня 1939 |
| Закладений                                                                                           | 29 квітня 1940 | 29 квітня 1940 |
| Спуск на воду                                                                                        | 24 квітня 1941 | 24 квітня 1941 |
| Введений до складу флоту                                                                             | 30 липня 1941 | 30 липня 1941 |
| На службі                                                                                            | 1941—1943 | 1941—1943 |
| Загибель                                                                                             | 30 липня 1943 року потоплений британськими шлюпами типу «Блек Свон» «Врен», «Кайт», «Вудпекер», «Вайлд Гус» та «Вудпекер» північно-західніше мису Ортегаль              | 30 липня 1943 року потоплений британськими шлюпами типу «Блек Свон» «Врен», «Кайт», «Вудпекер», «Вайлд Гус» та «Вудпекер» північно-західніше мису Ортегаль              |
| Сучасний статус                                                                                      | затоплений | затоплений |
| Бойовий досвід                                                                                       | Друга світова війна Битва за Атлантику Кампанія в Карибському морі | Друга світова війна Битва за Атлантику Кампанія в Карибському морі |
| Проєкт                                                                                               | | |
| Тип ПЧ                                                                                               | великий океанський торпедний ДПЧ | великий океанський торпедний ДПЧ |
| Основні характеристики                                                                               | | |
| Швидкість (надводна)                                                                                 | 18,2 вузла (33,7 км/год) | 18,2 вузла (33,7 км/год) |
| Швидкість (підводна)                                                                                 | 7,3 (13,5 км/год) | 7,3 (13,5 км/год) |
| Робоча глибина занурення                                                                             | 100 м | 100 м |
| Гранична глибина занурення                                                                           | 230 м | 230 м |
| Дальність плавання                                                                                   | 64 милі (119 км) на швидкості 4 вузли (7,4 км/год) (у підводному положенні) 13 450 морських миль (24 910 км на швидкості 10 вузлів (19 км/год) (у надводному положенні) | 64 милі (119 км) на швидкості 4 вузли (7,4 км/год) (у підводному положенні) 13 450 морських миль (24 910 км на швидкості 10 вузлів (19 км/год) (у надводному положенні) |
| Екіпаж                                                                                               | 48 офіцерів та матросів | 48 офіцерів та матросів |
| Розміри                                                                                              | | |
| Довжина найбільша (по КВЛ)                                                                           | 76,76 м | 76,76 м |
| Ширина корпусу найб.                                                                                 | 6,76 м | 6,76 м |
| Висота                                                                                               | 9,6 м | 9,6 м |
| Середня осадка (по КВЛ)                                                                              | 4,7 м | 4,7 м |
| Водотоннажність надводна                                                                             | 1120 т | 1120 т |
| Силова установка                                                                                     | | |
| Дизель-електрична: 2 дизельні двигуни MAN M 9 V 40/46 2 електродвигуни Siemens-Schuckert 2 GU 345/34 | | |
| Гвинти                                                                                               | 2 | 2 |
| Потужність                                                                                           | 2 × 2200 к.с. (дизелі) 2 × 740 к.с. (електродвигуни) | 2 × 2200 к.с. (дизелі) 2 × 740 к.с. (електродвигуни) |
| Озброєння                                                                                            | | |
| Артилерія                                                                                            | 1 × 105-мм палубна гармата SK C/32 | 1 × 105-мм палубна гармата SK C/32 |
| Торпедно- мінне озброєння                                                                            | 4 носових і 2 кормових ТА; 22 торпеди або 44 міни TMA чи 66 TMB | 4 носових і 2 кормових ТА; 22 торпеди або 44 міни TMA чи 66 TMB |
| ППО                                                                                                  | 1 × 37-мм зенітна гармата SKC/30 2 (1 × 2) × 20-мм зенітні гармати FlaK 30                                                                                              | 1 × 37-мм зенітна гармата SKC/30 2 (1 × 2) × 20-мм зенітні гармати FlaK 30                                                                                              |

U-504 — німецький великий океанський підводний човен типу IXC, що входив до складу Військово-морських сил Третього Рейху за часів Другої світової війни. Закладений 29 квітня 1940 року на верфі Deutsche Werft у Гамбурзі під будівельним номером 294. Спущений на воду 24 квітня 1941 року, а 30 липня 1941 року корабель увійшов до складу ВМС нацистської Німеччини.

## Історія служби
U-504 належав до серії німецьких підводних човнів типу IXC, великих океанських човнів, призначених діяти на морських комунікаціях противника на далеких відстанях у відкритому океані. Човнів цього типу випущено 54 одиниці і вони дуже успішно та результативно проявили себе в ході бойових дій в Атлантиці. 30 липня 1941 року U-504 розпочав службу у складі 4-ї навчальної флотилії, а з 1 січня 1942 року переведений до бойового складу 2-ї флотилії ПЧ Крігсмаріне.
З січня 1942 року і до липня 1943 року U-504 здійснив 7 бойових походів в Атлантичний океан, в яких провів 372 дні. Човен потопив 15 торгових суден (78 123 GRT), а також завдав тотальних зруйнувань 1 суховантажному судну (7176 GRT).
30 липня 1943 року при виході у сьомий бойовий похід U-504 був потоплений у Біскайській затоці північно-західніше мису Ортегаль британськими шлюпами типу «Блек Свон» «Врен», «Кайт», «Вайлд Гус» і «Вудпекер». Всі 53 члени екіпажу загинули.

## Командири
- корветтен-капітан Фрідріх Поске (30 липня 1941 — 5 січня 1943)
- корветтен-капітан Вільгельм Луїс (6 січня — 30 липня 1943)

## Перелік уражених U-504 суден у бойових походах
| №                                                          | Дата             | Командир ПЧ           | Назва                | Тип                | Належність      | Водотоннажність (брт) | Вантаж                                                                               | Конвой | Результат та координати                                                | Наслідки атаки для екіпажу      | Прим. |
| ---------------------------------------------------------- | ---------------- | --------------------- | -------------------- | ------------------ | --------------- | --------------------- | ------------------------------------------------------------------------------------ | ------ | ---------------------------------------------------------------------- | ------------------------------- | ----- |
| Другий похід (25.01—1.04.1942, 67 діб; Лор'ян—Лор'ян)      |                  |                       |                      |                    |                 |                       |                                                                                      |        |                                                                        |                                 |       |
| 1                                                          | 22 лютого 1942   | KrvKpt. Фрідріх Поске | Republic             | танкер             | США             | 5 287                 | баласт                                                                               |        | потоплений 27°05′ пн. ш. 80°05′ зх. д. / 27.083° пн. ш. 80.083° зх. д. | 34 (5 загинули та 29 вціліли)   |       |
| 2                                                          | 23 лютого 1942   | KrvKpt. Фрідріх Поске | W.D. Anderson        | танкер             | США             | 10 227                | 133 360 барелів сирої нафти                                                          |        | потоплений 27°09′ пн. ш. 79°56′ зх. д. / 27.150° пн. ш. 79.933° зх. д. | 36 (35 загинули та 1 вижив)     |       |
| 3                                                          | 26 лютого 1942   | KrvKpt. Фрідріх Поске | Mamura               | танкер             | Нідерланди      | 8 245                 | 11 500 тонн очищеної нафти                                                           |        | потоплений 29°00′ пн. ш. 76°20′ зх. д. / 29.000° пн. ш. 76.333° зх. д. | 56 (усі загинули)               |       |
| 4                                                          | 16 березня 1942  | KrvKpt. Фрідріх Поске | Stangarth            | суховантажне судно | Велика Британія | 5 966                 | Державні та генеральні вантажі                                                       |        | потоплено 22°40′ пн. ш. 65°20′ зх. д. / 22.667° пн. ш. 65.333° зх. д.  | 46 (усі загинули)               |       |
| Третій похід (02.05—7.07.1942, 67 діб; Лор'ян—Лор'ян)      |                  | KrvKpt. Фрідріх Поске |                      |                    |                 |                       |                                                                                      |        |                                                                        |                                 |       |
| 5                                                          | 29 травня 1942   | KrvKpt. Фрідріх Поске | Allister             | суховантажне судно | Велика Британія | 1 597                 | 500 тонн бананів                                                                     |        | потоплено 18°23′ пн. ш. 81°13′ зх. д. / 18.383° пн. ш. 81.217° зх. д.  | 23 (15 загиблих та 8 вцілілих)  |       |
| 6                                                          | 8 червня 1942    | KrvKpt. Фрідріх Поске | Tela                 | суховантажне судно | Гондурас        | 3 901                 | Генеральні вантажі                                                                   |        | потоплено 18°15′ пн. ш. 85°20′ зх. д. / 18.250° пн. ш. 85.333° зх. д.  | 54 (11 загиблих та 43 вцілілих) |       |
| 7                                                          | 8 червня 1942    | KrvKpt. Фрідріх Поске | Rosenborg            | суховантажне судно | Велика Британія | 1 512                 | 1970 тонн бокситів                                                                   |        | потоплено 18°47′ пн. ш. 85°05′ зх. д. / 18.783° пн. ш. 85.083° зх. д.  | 27 (4 загиблих та 23 вцілілих)  |       |
| 8                                                          | 11 червня 1942   | KrvKpt. Фрідріх Поске | Crijnssen            | пасажирське судно  | Нідерланди      | 4 282                 | продовольство                                                                        |        | потоплено 18°14′ пн. ш. 82°11′ зх. д. / 18.233° пн. ш. 82.183° зх. д.  | 94 (1 загиблий та 93 вцілілих)  |       |
| 9                                                          | 11 червня 1942   | KrvKpt. Фрідріх Поске | American             | суховантажне судно | США             | 4 846                 | 6500 тонн марганцевої руди, кави, мішків, джуту та нафти                             |        | потоплено 17°58′ пн. ш. 84°28′ зх. д. / 17.967° пн. ш. 84.467° зх. д.  | 38 (4 загиблих та 34 вцілілих)  |       |
| 10                                                         | 14 червня 1942   | KrvKpt. Фрідріх Поске | Regent               | суховантажне судно | Латвія          | 3 280                 | військове майно                                                                      |        | потоплено 17°50′ пн. ш. 84°10′ зх. д. / 17.833° пн. ш. 84.167° зх. д.  | 25 (11 загиблих та 14 вцілілих) |       |
| Четвертий похід (19.08—11.12.1942, 115 діб; Лор'ян—Лор'ян) |                  | KrvKpt. Фрідріх Поске |                      |                    |                 |                       |                                                                                      |        |                                                                        |                                 |       |
| 11                                                         | 17 жовтня 1942   | KrvKpt. Фрідріх Поске | Empire Chaucer       | суховантажне судно | Велика Британія | 5 970                 | 2000 тонн чавуну і 6500 тонн генеральних вантажів, включаючи чай і мішки пошти       |        | потоплено 38°12′ пд. ш. 20°04′ сх. д. / 38.200° пд. ш. 20.067° сх. д.  | 50 (3 загиблих та 47 вцілілих)  |       |
| 12                                                         | 23 жовтня 1942   | KrvKpt. Фрідріх Поске | City of Johannesburg | суховантажне судно | Велика Британія | 5 669                 | 7750 тонн генеральних вантажів, у тому числі 2000 тонн чавуну, бавовни, джуту та чаю |        | потоплено 33°20′ пд. ш. 29°30′ сх. д. / 33.333° пд. ш. 29.500° сх. д.  | 90 (4 загиблих та 86 вцілілих)  |       |
| 13                                                         | 26 жовтня 1942   | KrvKpt. Фрідріх Поске | Anne Hutchinson      | суховантажне судно | США             | 7 176                 | 8000 барелів нафти і баласту                                                         |        | зруйновано 33°10′ пд. ш. 28°30′ сх. д. / 33.167° пд. ш. 28.500° сх. д. | 57 (3 загиблих та 54 вцілілих)  |       |
| 14                                                         | 31 жовтня 1942   | KrvKpt. Фрідріх Поске | Empire Guidon        | суховантажне судно | Велика Британія | 7 041                 | 7032 тонни військових запасів, генеральних вантажів і вугілля                        |        | потоплено 30°48′ пд. ш. 34°11′ сх. д. / 30.800° пд. ш. 34.183° сх. д.  | 57 (5 загиблих та 52 вцілілих)  |       |
| 15                                                         | 31 жовтня 1942   | KrvKpt. Фрідріх Поске | Reynolds             | суховантажне судно | Велика Британія | 5 113                 | військове майно                                                                      |        | потоплено 30°02′ пд. ш. 35°02′ сх. д. / 30.033° пд. ш. 35.033° сх. д.  | 47 (усі загинули)               |       |
| 16                                                         | 3 листопада 1942 | KrvKpt. Фрідріх Поске | Porto Alegre         | суховантажне судно | Бразилія        | 5 187                 | 3500 тонн генеральних вантажів, включаючи ліс, пальмову олію, каву, рис і бавовну    |        | потоплено 35°27′ пд. ш. 28°02′ сх. д. / 35.450° пд. ш. 28.033° сх. д.  | 58 (1 загиблий та 57 вцілілих)  |       |